# Production d'électricité
La production d'électricité est essentiellement un secteur industriel qui approvisionne en énergie électrique les fournisseurs d'électricité. Ceux-ci la livrent ensuite aux consommateurs en utilisant les réseaux de transport et de distribution.
L'électricité est produite depuis la fin du XIXe siècle dans des centrales électriques. Les centrales transforment des énergies primaires, généralement grâce à des générateurs électriques entraînés soit par une machine thermique alimentée en combustible fossile (charbon, gaz naturel ou pétrole), en combustible organique (biomasse, déchets), en énergie nucléaire ou en énergie géothermique, soit directement par l'énergie mécanique hydroélectrique ou éolienne ou par l'énergie solaire.
La part de l'électricité dans la consommation finale d'énergie mondiale s'élevait à 21,0 % en 2022. La production mondiale d'électricité était issue en 2024 des combustibles fossiles pour 58,6 %, du nucléaire pour 9,0 % et des énergies renouvelables pour 31,6 % (hydroélectricité 14,2 %, éolien 8,0 %, solaire 6,8 %, biomasse et autres 2,5 %). Les deux principaux pays producteurs d'électricité en 2024 totalisent près de la moitié de la production mondiale : Chine 32,4 % et États-Unis 14,8 %.
La production d'électricité et de chaleur est en 2022, au niveau mondial, responsable de 43,8 % des émissions de CO2 liées à l'énergie. Ces émissions sont attribuables au charbon à 73,9 %, au gaz à 21,5 % et au pétrole à 4,6 %.

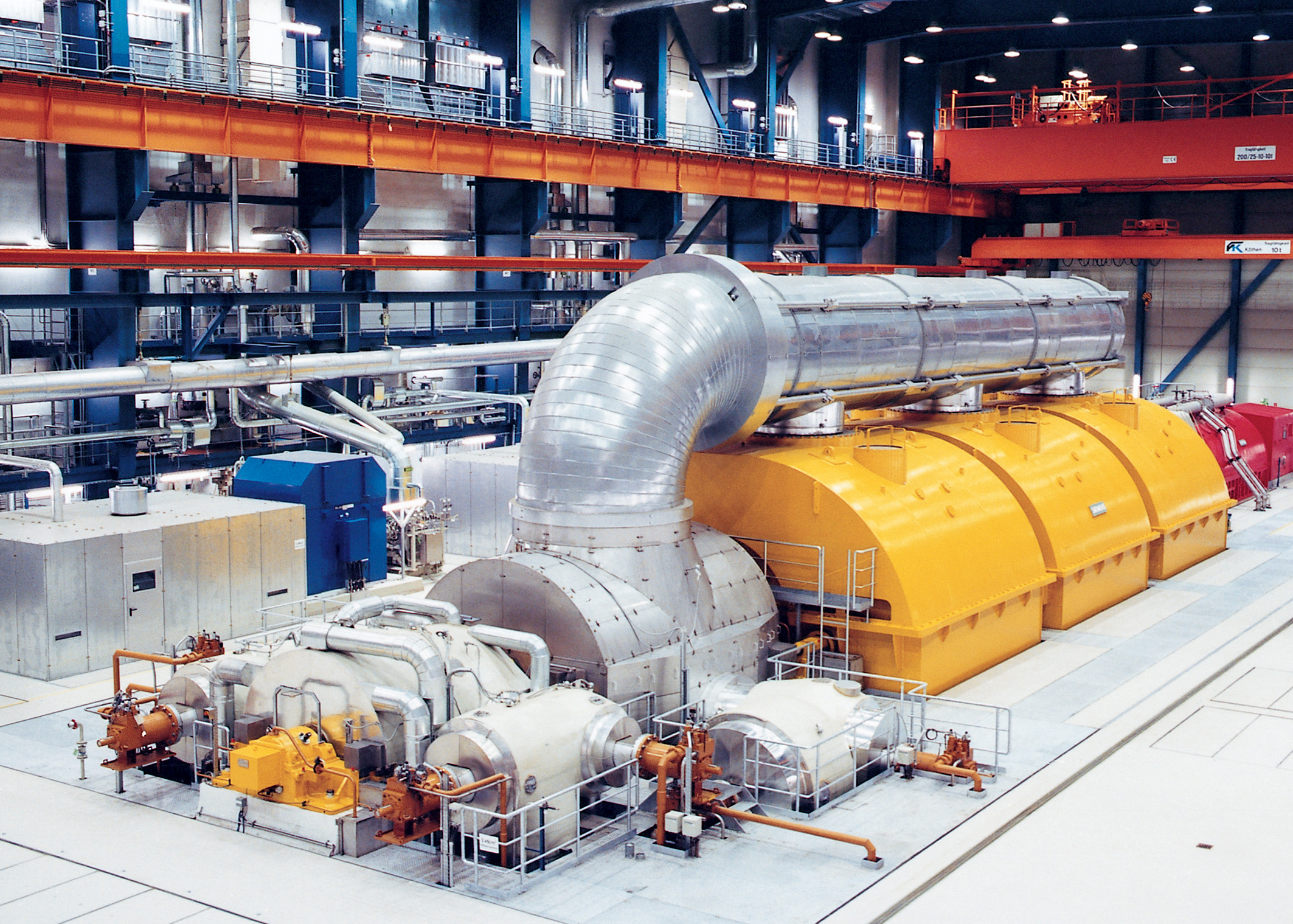
Un turbo-alternateur dans la centrale thermique de Boxberg.

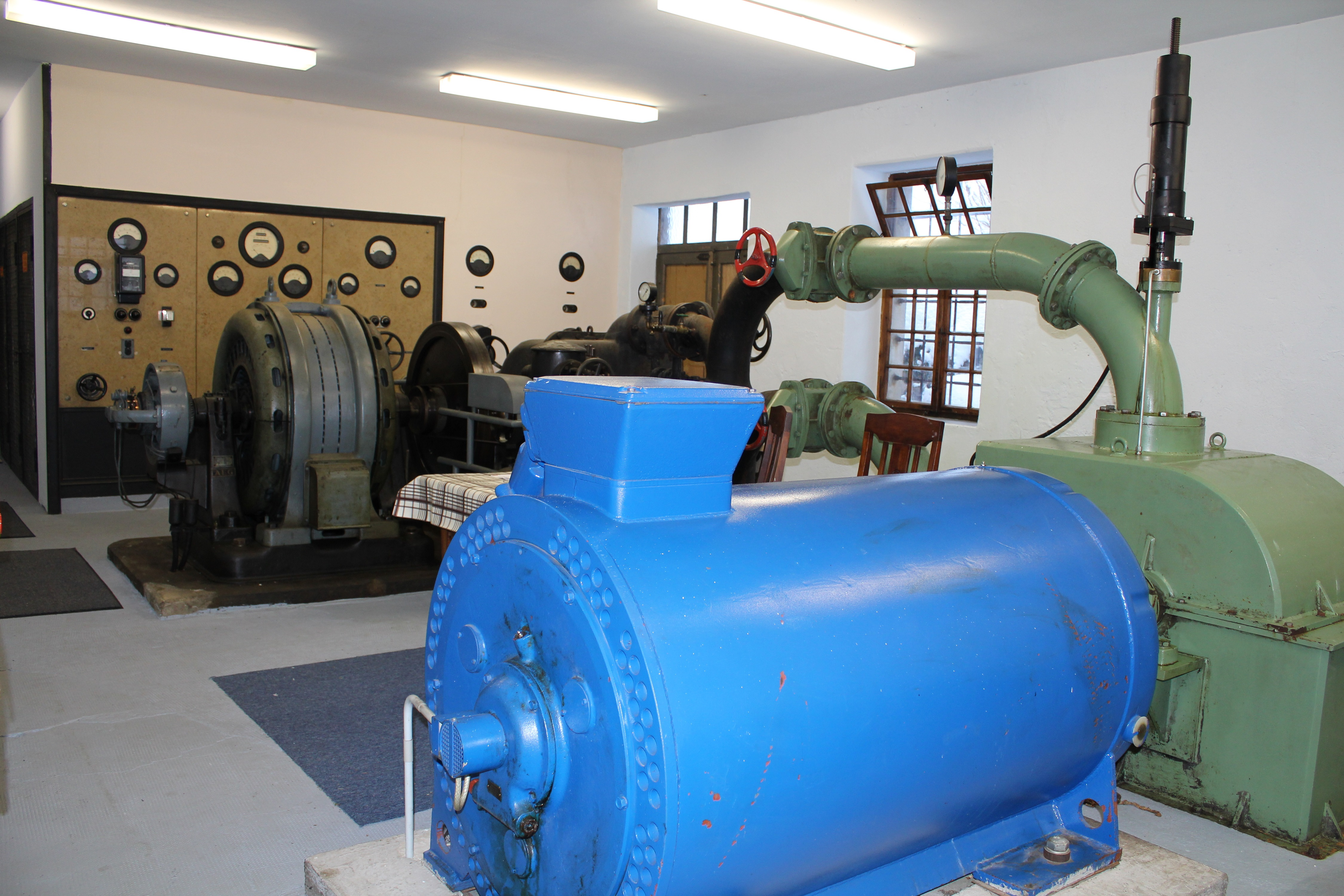
Une turbine hydraulique avec sa génératrice.

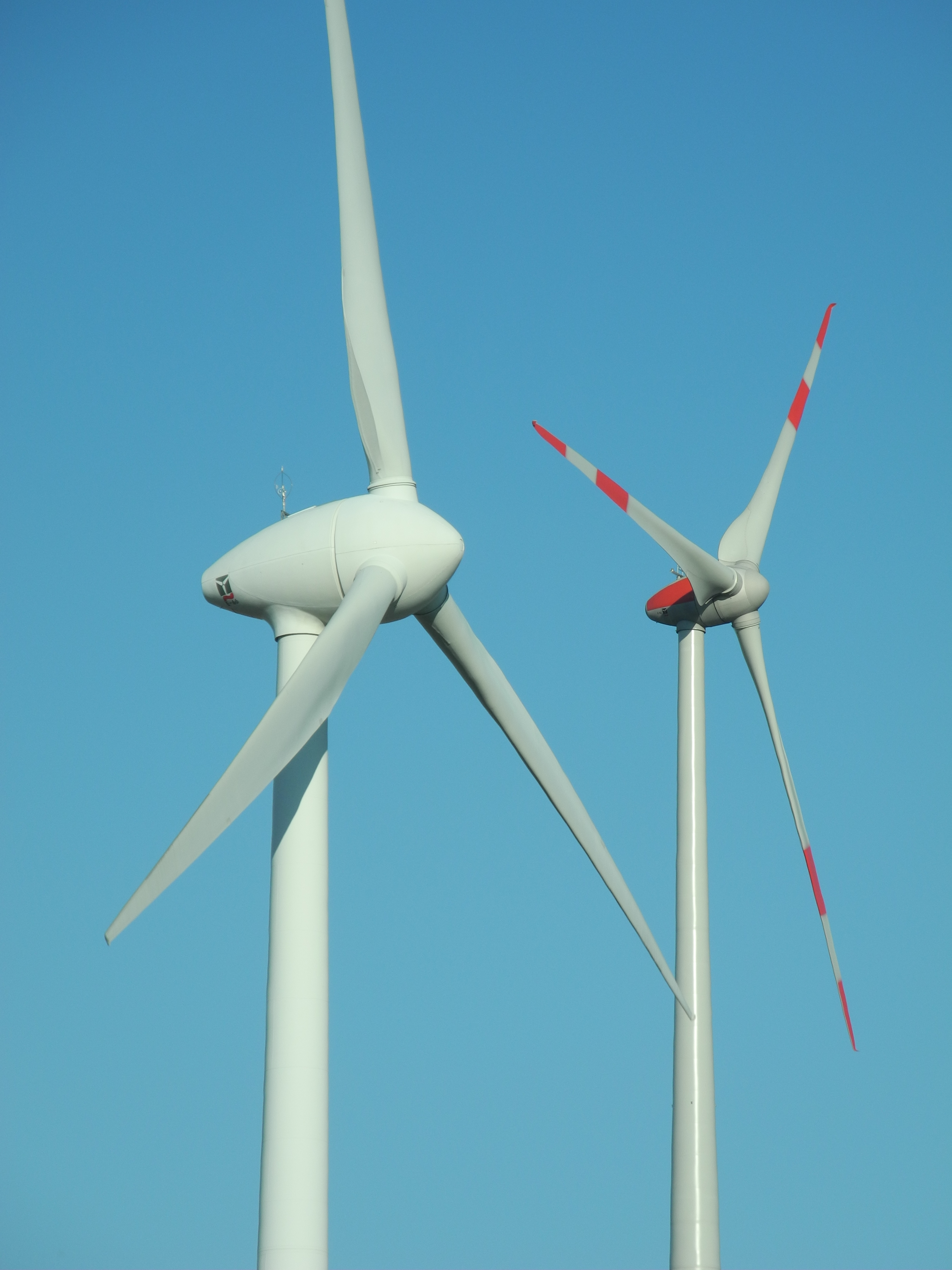
Deux éoliennes.

## Histoire
En 1868, l'inventeur belge Zénobe Gramme améliore la dynamo, à courant continu, point de départ de l'industrie électrique moderne, et fonde la Société des machines magnétoélectriques Gramme avec l'industriel Hippolyte Fontaine. Quelques années plus tard, les boulevards des grandes capitales sont illuminés par la bougie Jablochkoff alimentée par des machines Gramme, avant qu'elle soit supplantée par les lampes à incandescence de Thomas Edison,,. La deuxième révolution industrielle est en marche.
En 1878, une centrale hydroélectrique de 7 kW est construite par William George Armstrong à Cragside en Angleterre. Elle tire son énergie de lacs situés sur la propriété de l'ingénieur, via des dynamos, et alimente sa demeure ainsi que des machines et bâtiments de ferme.
En 1882, Thomas Edison construit la centrale de Pearl Street Station, première aux États-Unis. Elle abrite six dynamos « Jumbo » mues par des machines à vapeur, celle-ci étant produite grâce au charbon, et fournit du courant continu dans un rayon de 800 m. D'une capacité de 1 200 lampes, elle éclaire 85 maisons, bureaux et boutiques de Manhattan. Moins d'un an plus tard, d'autres centrales, toujours plus puissantes, éclairent plus de 430 immeubles new-yorkais avec plus de 10 000 ampoules. C'est également la première centrale à cogénération, dont la chaleur résiduelle est distribuée aux bâtiments voisins et la vapeur vendue aux usines locales. La technologie sera par la suite adoptée dans le monde entier.
En 1890, le courant alternatif sort vainqueur de la guerre des courants l'opposant aux partisans du courant continu. La production centralisée d'électricité se généralise alors, grâce au transport de l'énergie à haute tension, sur de longues distances.

## Moyens de production
Les moyens de production sont diversifiés et dépendent de nombreux facteurs, notamment :
- les techniques disponibles ;
- la réactivité de mise en œuvre ;
- la production nécessaire ;
- le rendement possible ;
- les coûts d'investissement, d'exploitation et de déconstruction ;
- le coût des éventuelles matières premières ;
- la disponibilité locale de ces matières premières ou les moyens d'acheminement ;
- les impacts écologiques occasionnés.

Production d’électricité annuelle dans le monde (1980-2011)
Production par type d'énergie.
Détail des énergies renouvelables.

## Enjeux environnementaux
L'électricité est communément présentée comme une « énergie propre ». En effet, les équipements l'utilisant n'émettent, localement, ni gaz polluant, ni gaz à effet de serre (GES). Toutefois, l'électricité n'est pas disponible naturellement sur Terre, elle n'est qu'un vecteur énergétique. Elle est produite par conversion d'énergie primaire en « énergie électrique ».
Les énergies renouvelables électriques, à l'instar de l'énergie nucléaire, sont qualifiées de « durables ».
Le classement de l'énergie nucléaire dans les énergies durables fait l'objet de débats en Europe. En 2022, des conditions au « label vert » sont fixées par l'Union européenne concernant le futur de l'électricité d'origine nucléaire. Les projets de construction de nouvelles centrales nucléaires devront avoir obtenu un permis de construire avant 2045. Les travaux permettant de prolonger la durée de vie des centrales nucléaires existantes devront avoir été autorisés avant 2040.
À l'échelle européenne, selon le think tank Agora Energiewende (de), la part des renouvelables dans la production d'électricité de l'Union européenne est passée de 21 % en 2010 à 38 % en 2020, année où elle a pour la première fois dépassé la part des énergies fossiles (37 %) ; l'éolien atteint 14 % et le solaire 5 %. Le charbon a reculé de 705 TWh en 2015 à 365 TWh en 2020 alors que l'éolien et le solaire totalisent 570 TWh en 2020. Les émissions de GES de l'électricité ont reculé de 317 geqCO2/kWh en 2015 à 226 geqCO2/kWh en 2020. L'Agence internationale de l'énergie (IEA) prévoit une croissance des puissances installées dans le monde entre 2019 et 2024 d'environ 700 GW pour le solaire et de 350 GW pour l'éolien, portant leur part dans la production d'électricité de 26 % à 30 %.
Mais la plupart des processus de production d'électricité, y compris ceux qualifiés de durables, exercent une influence dommageable sur l'environnement.

### Émissions de gaz à effet de serre
- Électricité, 40 %
- Transports, 23 %
- Industrie, 23 %
- Bâtiments, 10 %
- Autres, 4 %

La production d'électricité et de chaleur est en 2022, au niveau mondial, responsable de 43,8 % des émissions de CO2 liées à l'énergie, devant les transports (23,3 %), l'industrie et le bâtiment (18,4 %), le secteur résidentiel (5,7 %), le secteur tertiaire (2,3 %) et les autres industries énergétiques (4,9 %). Ces émissions sont attribuables au charbon à 73,9 %, au gaz à 21,5 % et au pétrole à 4,6 %.
Selon les estimations de l'Energy Institute, le charbon assure 34 % de la production mondiale d'électricité en 2024 ; au total, 58,6 % de la production mondiale d’électricité provient des combustibles fossiles. Les émissions de CO2 liées à l'énergie sont estimées à 35 492 Mt, en hausse de 1,3 % par rapport à 2023 et de 8,1 % depuis 2014.
En raison des ruptures d'approvisionnement en gaz russe en 2022, l'Allemagne entend recourir davantage aux centrales à charbon et défend l'extension de la mine de Garzweiler. En Asie, les multiples projets de centrales à charbon risquent aussi de mettre à mal les objectifs climatiques,,,. Ainsi, entre le premier semestre 2019 et le premier semestre 2021, l'augmentation de la production électrique des centrales à charbon en Chine a été supérieure à la production de l'ensemble des centrales à charbon de l’Union européenne au premier semestre 2021. « La transition du secteur électrique chinois devient pourtant cruciale »,,. En 2021, la production d'électricité a fortement augmenté, couverte à hauteur de plus de la moitié par la hausse de la combustion du charbon. Mais l'IEA pense que l'augmentation attendue de la production d'électricité dans les prochaines années sera de plus en plus assurée par les énergies renouvelables. Richard York et The Shift Project affirment qu'à l'échelle mondiale, les énergies renouvelables ont plus tendance à s'ajouter aux énergies classiques qu'à les remplacer, en particulier dans le domaine de l'électricité,. Une étude publiée en 2015 par le département de recherche et développement d'EDF, qui simule le fonctionnement du système électrique européen avec de l'éolien et du photovoltaïque, nuance ces affirmations. Elle conclut que 700 GW d'énergies renouvelables intermittentes permettront de réduire de 160 GW les moyens conventionnels de base (thermiques pour l'essentiel), mais exigeront 60 GW de moyens de production de pointe (back-up, également thermique pour l'essentiel) pour assurer la satisfaction de la demande lors des périodes sans vent et sans soleil ; l'économie de moyens de production conventionnels sera donc de 100 GW.

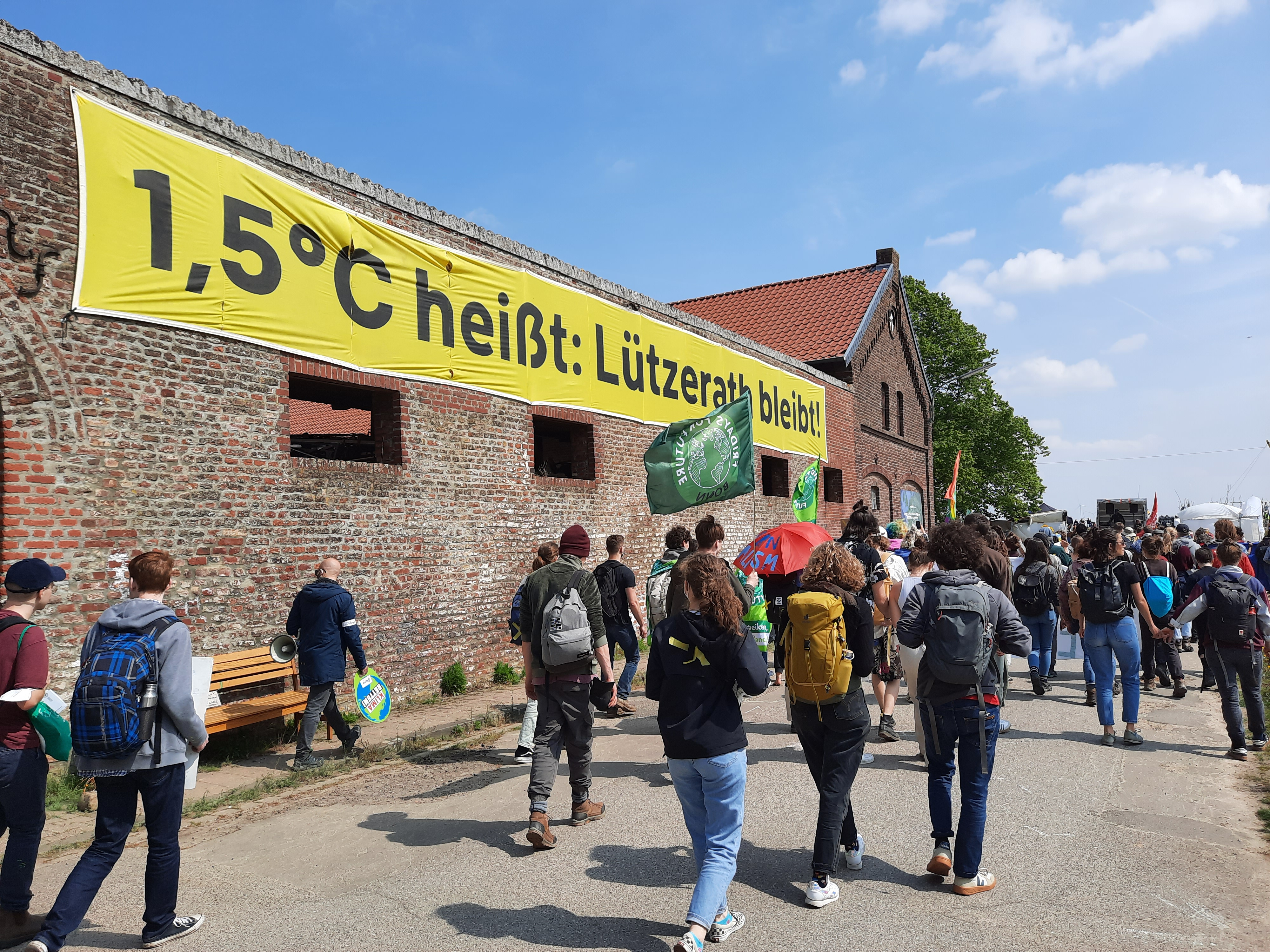
Opposition à la mine de Garzweiler. Traduction : « signifie : Lützerath reste ! ».

En outre, la construction de tout ouvrage et de toute machine requiert des matériaux et de l'énergie grise, qui impliquent eux-mêmes pollution, rejets et autres impacts environnementaux. L'analyse du cycle de vie révèle ainsi, par exemple, qu'une éolienne est responsable d'émissions indirectes de CO2 qui représentent, moyennées sur sa durée de vie, 12,7 g/kWh, les 11/13 de ces émissions ayant lieu lors de sa fabrication ; par ailleurs, toute l'énergie qu'elle produit pendant sa première année de fonctionnement ne fait que compenser celle qui a été dépensée pour la mettre en service. À titre de comparaison, l'énergie nucléaire est responsable d'émissions dans le même ordre de grandeur que l'éolien, le solaire photovoltaïque de 40 à 45 g/kWh, le thermique à gaz de 400 à 500 g/kWh et le thermique à charbon de 1 000 g/kWh,.
Le photovoltaïque est « presque trop carboné, à cause de la fabrication du panneau », d'après Jean-Marc Jancovici,. En France, les émissions de CO2 liées à la production d’électricité ont été, en 2015, de 23,1 Mt pour 546 TWh, soit 0,06 kg(CO2)/kWh,. Selon EDF, les émissions de CO2 par kilowatt-heure du solaire photovoltaïque sont de 48 g contre 12 g pour le nucléaire, 11 g pour l’éolien et 24 g pour l'hydraulique.
Selon une étude parue dans Nature en 2020, même à supposer que le contenu en carbone de l'électricité ne présente pas d'amélioration, il y a quand même intérêt à passer aux voitures électriques pour les transports, et aux pompes à chaleur pour les bâtiments. L'IEA aboutit à la même conclusion. Elle envisage également, pour décarboner l'électricité, la séquestration du CO2.

### Pollution
Les centrales thermiques à flamme rejettent des oxydes de soufre et d'azote, des suies et d'importantes quantités de dioxyde de carbone (principal moteur du réchauffement climatique) ; d'un autre ordre, les eaux employées dans les centrales thermiques, essentiellement les eaux de refroidissement des centrales thermiques, sont traitées chimiquement et rejetées à des températures sensiblement supérieures pouvant perturber l’équilibre des cours d'eau.
Les pales des éoliennes sont faites d'un matériau composite comprenant une matrice de résines thermoplastiques et thermodurcissables et un renfort de fibres de carbone ou de verre. Elles ne sont pas recyclées. À partir de 2025, au moins la moitié des nacelles et des pales devront réglementairement être recyclées.
Les panneaux solaires photovoltaïques sont composés essentiellement de verre, d'aluminium et de semi-conducteurs (leurs équipements annexes, tels les onduleurs et accumulateurs, sont catégorisés comme déchets électroniques). Tous ces matériaux sont hautement recyclables et peuvent être incorporés à la fabrication de nouveaux panneaux ou à d'autres processus industriels. PV Cycle annonce ainsi un taux de valorisation de 94,7 % pour un module photovoltaïque à base de silicium cristallin avec un cadre en aluminium.
L'extraction du minerai d'uranium peut poser des problèmes de pollution. Ainsi, à la suite de l'épuisement de la mine d'Akouta au Niger en 2020, une vingtaine de millions de tonnes de résidus de traitement, qui contiennent à peu près 80 % de la radioactivité, sont stockés à l'air libre. L'exploitant s'est engagé à les protéger par un sarcophage. Concernant le stockage des déchets nucléaires, bien que les études relatives à la sûreté du Centre de stockage de la Manche soient très positives, le site n'est pas banalisable à l’issue des 300 ans ; il convient donc d'en garder la mémoire.
Les centrales nucléaires produisent des déchets radioactifs, dont une petite partie, d'une durée de vie dépassant le millénaire, est appelée à être stockée en couche géologique profonde, cependant que les seuils de libération des métaux valorisés lors du démantèlement font l'objet d'un débat. Les 56 réacteurs français produisent approximativement dix tonnes de plutonium par an, matière émettant des particules alpha qui pourraient provoquer la survenue du cancer du poumon chez des travailleurs du nucléaire.

### Perturbation des écosystèmes
Les grands barrages hydroélectriques, tels que le barrage des Trois-Gorges en Chine, modifient profondément les écosystèmes.
Les centrales thermiques, qu'elles soient nucléaires ou à combustible fossile, rejettent de la chaleur dans les cours d'eau, dans la mer ou dans l'atmosphère (avec un rendement de 34 %, une centrale évacue environ deux fois plus de chaleur qu'elle ne produit d'électricité). Ces rejets de chaleur engendrent une « nuisance directe sur l’environnement de la centrale ».
Les éoliennes contribuent à l'artificialisation des sols par leurs socles en béton.

### Consommation de minerais rares ou sensibles
Le développement des énergies renouvelables électriques (en particulier l'éolien en mer) requiert beaucoup plus de minerais par mégawatt que le développement du nucléaire, selon l'Agence internationale de l'énergie (AIE). En fonctionnement permanent, un réacteur nucléaire de 1 100 MW requiert un approvisionnement en combustible de 100 tonnes d'uranium enrichi par an. L'uranium n'est pas mentionné comme minéral critique dans le rapport que leur consacre l'AIE et il ne figure pas dans la liste des 30 matières premières critiques pour l'économie européenne établie par la Commission européenne.
Un rapport de l'AIE prévoit en 2021 que les besoins de l'énergie solaire photovoltaïque en 2040 atteindront 0,8 à 1,0 Mt/an de cuivre et 0,7 à 0,8 Mt/an de silicium. Les besoins en minéraux de l'éolien (surtout zinc et cuivre) varient de 10 à 14 t/MW selon les types de turbine. Par comparaison, la consommation de cuivre en 2018, pour les besoins totaux de la société, était de 20,9 Mt/an. Cela sera dû à la très forte croissance des énergies renouvelables, qui atteindra en moyenne plus de 160 GW par an jusqu'en 2040. Selon l'IFP Énergies nouvelles (IFPEN), qui a modélisé en 2021 les besoins futurs en matériaux nécessaires pour limiter le réchauffement climatique à 2 °C, le monde pourrait consommer entre 60 et 90 % des ressources en cuivre connues aujourd'hui d'ici à 2050. Pour la bauxite, ces chiffres se situent entre 50 et 85 %, pour le cobalt autour de 80 %, 60 % pour le nickel, 30 % pour le lithium et 4 % pour les terres rares.
L'exploitation sous-marine des nodules polymétalliques est évoquée dans la zone de fracture de Clipperton, très convoitée. Un paradoxe résiderait dans le fait que, pour accélérer la transition vers les énergies renouvelables, il faille détruire les plaines abyssales,.

### Empreinte au sol
L'empreinte au sol mesure la superficie utilisée, directement et indirectement, par une activité humaine. Elle peut être considérée comme un indicateur de l'artificialisation des sols. L'empreinte au sol de la production d'électricité a fait l'objet de plusieurs études. En particulier, l'étude publiée en septembre 2017 par la Convention des Nations unies sur la lutte contre la désertification (UNCCD) et l'Agence internationale pour les énergies renouvelables (IRENA) fournit, à partir d'une compilation d'études d'impact, une estimation de l'empreinte au sol ou « intensité d'utilisation des terres » des principaux modes de production d'électricité (en mètres carrés par mégawattheure) : nucléaire 0,1, gaz naturel 0,2, charbon 0,2 (mine souterraine) ou 5 (mine à ciel ouvert), éolien 1, géothermie 2,5, hydroélectricité (grands barrages) 10, solaire photovoltaïque 10, solaire thermodynamique 15, biomasse 500. Une autre étude, publiée en mars 2021, donne des estimations peu différentes, en hectares par térawattheure et par an (médianes) : nucléaire 7,1, géothermie 45, éolien 130 (empreinte) ou 12 000 (espacement), biomasse (déchets) 130, gaz naturel 410 (empreinte) ou 1 900 (espacement), hydroélectricité 650, charbon 1 000, solaire thermodynamique 1 500, solaire photovoltaïque (centrale au sol) 2 000, biomasse (culture dédiée) 58 000. Les estimations de type « empreinte » ne prennent en compte que les composants physiques de la centrale, alors que celles de type « espacement » y ajoutent les espaces inoccupés entre ces composants (pour un parc éolien, les espaces entre les mats des éoliennes).
Selon l'association négaWatt, les modèles d’éoliennes de 100 mètres installés en France dans les années 2010 ont une fondation d'une vingtaine de mètres de diamètre, pour une profondeur de 3 mètres et une masse de béton de 800 tonnes, armée de 40 tonnes d’acier. Ainsi, la consommation annuelle de béton pour la filière éolienne représente en France 0,5 % de la production nationale, et l’éolien contribue à hauteur d'environ 1,5 % à l’artificialisation des terres.
Le développement des énergies renouvelables intermittentes nécessitera une interconnexion plus poussée : un « système électrique avec une part très élevée d'énergies renouvelables s’accompagnerait d’une plus grande empreinte territoriale des réseaux », ce qui pose un problème d'acceptabilité sociale, d'après RTE et l'IEA,.

## Techniques de production d'électricité

### Techniques largement utilisées
- Énergie hydroélectrique, Force de la gravité : barrage ou centrale, centrale au fil de l'eau
- Énergie nucléaire : centrale nucléaire (par fission nucléaire)
- Énergie thermique : centrale thermique au charbon, au fioul ou au gaz
- Énergie éolienne : éolienne
- Rayonnement solaire : panneau, centrale solaire photovoltaïque ou centrale thermodynamique
- Géothermie : centrale géothermique
- Biomasse

### Techniques en développement
- Four solaire (énergie solaire thermique)
- Tour solaire (énergie solaire thermique)
- Usine marémotrice (énergie marémotrice)
- Centrale nucléaire (par fusion nucléaire)
- Hydrolienne (énergie des courants marins)
- Énergie maréthermique
- Énergie des vagues
- Énergie osmotique
- Gazéification de biomasse
- Thermoélectricité
- Turbine à hydrogène naturel (à Bourakébougou, au Mali)

## Production
La production d'énergie électrique est obtenue par conversion d'une autre forme d'énergie.

### Énergie mécanique
- Les centrales hydroélectriques, les usines marémotrices, les hydroliennes, les centrales maréthermiques à circuit fermé, les centrales osmotiques utilisent l'énergie de l'eau qui est transformée en énergie mécanique via une turbine hydraulique, qui entraîne un générateur électrique.
- Les centrales thermiques « à flamme » (au charbon, au fioul, au gaz, biomasse, gazéification, etc.) ou nucléaires, les centrales solaires thermodynamiques, centrales géothermiques, les centrales maréthermiques à circuit ouvert, les tours solaires utilisent l'énergie de la pression d'un fluide (souvent de la vapeur d'eau), qui est transformée en énergie mécanique via une turbine, qui entraîne enfin un générateur électrique.
- Les centrales houlomotrices utilisent l'énergie mécanique des vagues qui est convertie en énergie de fluide via des béliers hydrauliques, puis qui est transformée en énergie mécanique via une turbine, qui entraîne un générateur électrique (exemple la machine Pelamis).
- Les fermes éoliennes utilisent l'énergie du vent qui est transformée en énergie mécanique via un rotor composé de plusieurs pales, qui entraîne un générateur électrique ; le couple étant appelé un aérogénérateur.
- Les groupes électrogènes utilisent l'énergie mécanique d'un moteur à explosion, qui entraîne un générateur électrique.

Toutes les centrales ci-dessus fonctionnent par conversion finale de l'énergie mécanique en énergie électrique par l'intermédiaire d'une génératrice comme une machine synchrone (alternateur) qui produit du courant alternatif ou une dynamo qui produit du courant continu.

### Énergie photovoltaïque
Une centrale solaire photovoltaïque convertit une partie de l'énergie du rayonnement solaire en courant continu via un capteur solaire photovoltaïque. Cette énergie peut être stockée dans des batteries ou convertie en courant alternatif par un onduleur.

### Énergie thermoélectrique
Les centrales thermoélectriques utilisent l'énergie thermique, qui est convertie via des modules thermoélectriques qui produisent du courant continu.

### Énergie gravitationnelle
L'énergie potentielle gravitationnelle est exploitée dans les usines marémotrices, les barrages hydroélectriques, les stations de pompage-turbinage et les centrales au fil de l'eau.

## Planification et régulation de la production

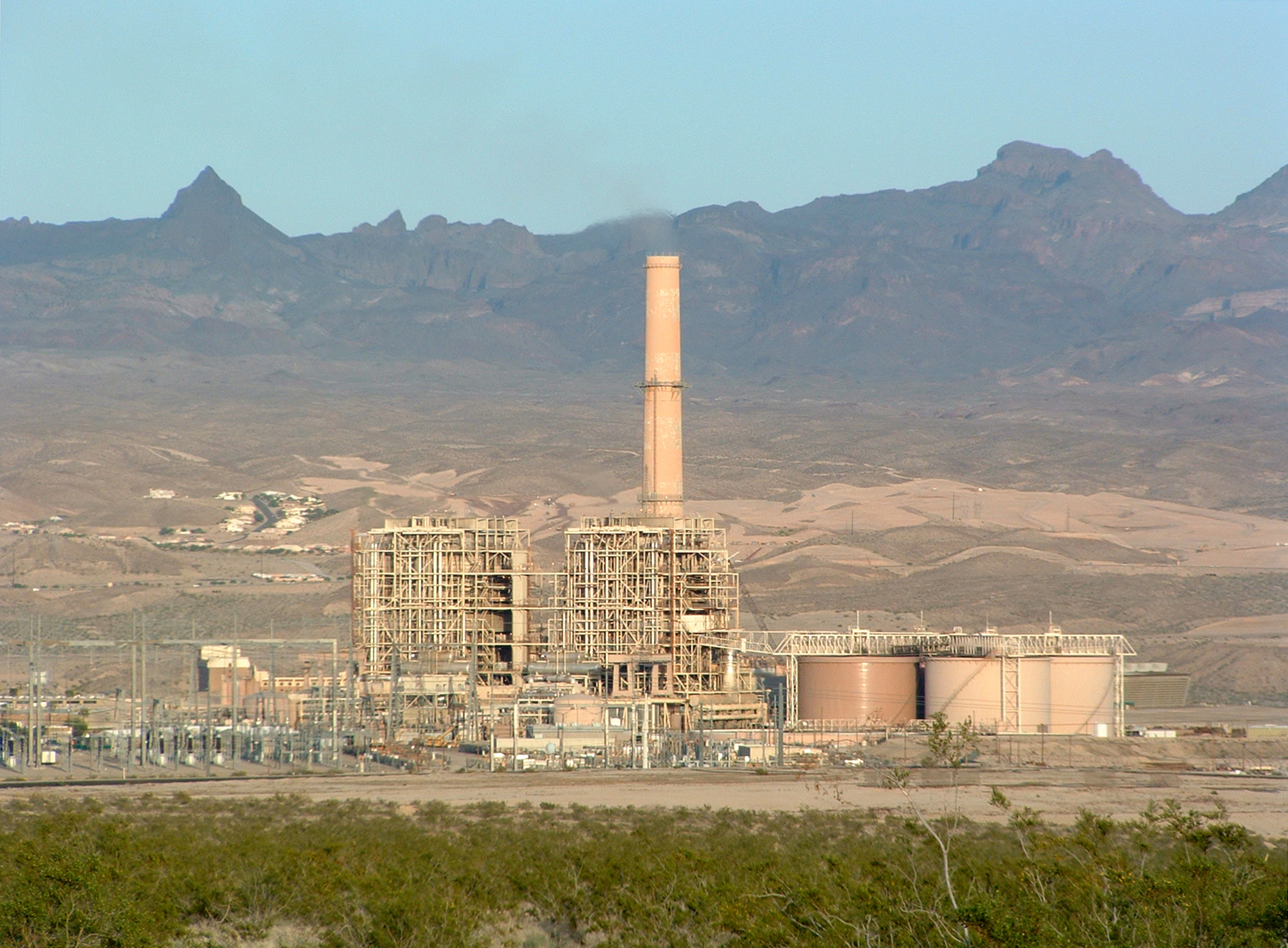
centrale de production d'éléctricité

L'énergie électrique ne se prêtant pratiquement pas au stockage, l'équilibre entre la production et la consommation d'électricité doit être assuré à tout instant par un gestionnaire de réseau. Or, la demande électrique fluctue de façon journalière (selon les besoins des ménages notamment), hebdomadaire (selon les aléas climatiques) et annuelle (variations saisonnières).
En conséquence, un plan journalier de production d'énergie est établi par les fournisseurs d'électricité et les différents moyens de production sont activés au gré des variations de consommation prévues ou imprévues. Par exemple, en France, les centrales nucléaires fournissent la « base », c'est-à-dire de très grandes quantités d'électricité (de 900 à 1 450 MW par centrale) ; les centrales thermiques peuvent démarrer en quelques heures et fournissent la « semi-base », en service permanent ou saisonnier ; enfin, les barrages hydro-électriques répondent en quelques minutes à la « pointe » de consommation électrique.

## Statistiques de production mondiale
La part de l'électricité dans la consommation finale d'énergie s'élevait à 21,0 % en 2022 au niveau mondial, contre 13,5 % en 1990.
En 2019, pour la première fois, les énergies renouvelables de nouvelle génération (solaire, éolien, biomasse, etc.) ont pesé davantage dans le mix électrique mondial (10,39 % en cumulé) que le nucléaire (10,35 %). En juillet 2021, le think tank Carbon Tracker estime que la production mondiale d'électricité à partir de combustibles fossiles avait franchi un pic, puisque les marchés émergents répondent également désormais à leur demande par un recours croissant aux énergies renouvelables.
| Source | 2000   | 2022   | Variation 2000-2022 | Part en 2000 | Part en 2022 | 2023   | 2024    | Part en 2024 |
| --- | ------ | ------ | ------------------- | ------------ | ------------ | ------ | ------- | ------------ |
| Charbon | 5 993  | 10 450 | +74 %               | 38,6 %       | 35,7 %       | 10 461 | 10 613  | 34,0 %       |
| Pétrole | 1 187  | 801    | -33 %               | 7,7 %        | 2,7 %        | 705    | 695     | 2,2 %        |
| Gaz naturel | 2 765  | 6 522  | +136 %              | 17,8 %       | 22,3 %       | 6 810  | 7 001   | 22,4 %       |
| Total fossiles | 9 945  | 17 773 | +79 %               | 64,1 %       | 60,7 %       | 17 976 | 18 309  | 58,6 %       |
| Nucléaire | 2 591  | 2 685  | +4 %                | 16,7 %       | 9,2 %        | 2 738  | 2 817,5 | 9,0 %        |
| Hydraulique | 2 703  | 4 477  | +66 %               | 17,4 %       | 15,3 %       | 4 261  | 4 453   | 14,2 %       |
| Éolien | 31     | 2 120  | x67,6               | 0,2 %        | 7,2 %        | 2 323  | 2 511   | 8,0 %        |
| Solaire PV | 0,8    | 1 295  | x1703               | 0,005 %      | 4,4 %        | 1 651  | 2 112   | 6,8 %        |
| Solaire th. | 0,5    | 13,6   | x26                 | 0,003 %      | 0,05 %       |        |         |              |
| Géothermie | 52     | 97     | +87 %               | 0,3 %        | 0,3 %        |        |         |              |
| Biomasse | 113    | 642    | +468 %              | 0,7 %        | 2,2 %        | 772    | 792     | 2,5 %        |
| Déchets renouv. | 18     | 41     | +128 %              | 0,1 %        | 0,1 %        |        |         |              |
| Marées | 0,5    | 1      | +77 %               | 0,004 %      | 0,003 %      |        |         |              |
| Total EnR | 2 919  | 8 687  | +198 %              | 18,8 %       | 29,7 %       | 9 006  | 9 868   | 31,6 %       |
| Déchets non renouv. | 32     | 77     | +141 %              | 0,2 %        | 0,3 %        |        |         |              |
| Autres | 22     | 49     | +121 %              | 0,1 %        | 0,2 %        | 244    | 261     | 0,8 %        |
| Total | 15 510 | 29 270 | +89 %               | 100 %        | 100 %        | 29 963 | 31 256  | 100 %        |
| Source des données : Agence internationale de l'énergie pour 2000 et 2022, Energy Institute pour 2023 et 2024. PV = photovoltaïque ; EnR = énergies renouvelables ; solaire th. = solaire thermodynamique. L'Energy Institute regroupe la biomasse avec la géothermie et les autres « petites » EnR. |        |        |                     |              |              |        |         |              |

| | Pays            | Prod. 2022 (TWh) | part mondiale 2022 | part fossiles 2022 | part nucl. 2022 | part EnR 2022 | Prod. 2024 (TWh) | part mondiale 2024 | part fossiles 2024 | part nucl. 2024 | part EnR 2024 |
| --- | --------------- | ---------------- | ------------------ | ------------------ | --------------- | ------------- | ---------------- | ------------------ | ------------------ | --------------- | ------------- |
| 1 | Chine           | 8 987            | 30,7 %             | 64,9 %             | 4,6 %           | 30,4 %        | 10 126           | 32,4 %             | 61,0 %             | 4,5 %           | 33,7 %        |
| 2 | États-Unis      | 4 495            | 15,4 %             | 60,0 %             | 17,9 %          | 22,1 %        | 4 635            | 14,8 %             | 59,0 %             | 17,8 %          | 23,1 %        |
| 3 | Inde            | 1 814            | 6,2 %              | 75,3 %             | 2,5 %           | 22,1 %        | 2 030            | 6,5 %              | 77,7 %             | 2,7 %           | 19,6 %        |
| 4 | Russie          | 1 151            | 3,9 %              | 62,2 %             | 19,4 %          | 18,4 %        | 1 209            | 3,9 %              | 63,6 %             | 17,8 %          | 18,1 %        |
| 5 | Japon           | 1 019            | 3,5 %              | 68,4 %             | 5,5 %           | 26,1 %        | 1 016            | 3,3 %              | 63,1 %             | 8,4 %           | 22,9 %        |
| 6 | Brésil          | 677              | 2,3 %              | 9,8 %              | 2,1 %           | 88,0 %        | 746              | 2,4 %              | 10,1 %             | 2,1 %           | 87,3 %        |
| 7 | Canada          | 651              | 2,2 %              | 17,5 %             | 13,4 %          | 69,1 %        | 637              | 2,0 %              | 22,2 %             | 13,4 %          | 64,3 %        |
| 8 | Corée du Sud    | 614              | 2,1 %              | 62,5 %             | 28,7 %          | 8,8 %         | 625              | 2,0 %              | 59,3 %             | 30,2 %          | 9,7 %         |
| 9 | France          | 475              | 1,6 %              | 12,2 %             | 62,1 %          | 25,7 %        | 561              | 1,8 %              | 3,8 %              | 67,8 %          | 26,9 %        |
| 10 | Allemagne       | 580              | 2,0 %              | 48,4 %             | 6,0 %           | 45,6 %        | 497              | 1,6 %              | 38,2 %             | -               | 57,1 %        |
| 11 | Arabie saoudite | 419              | 1,4 %              | 99,4 %             | -               | 0,6 %         | 455              | 1,5 %              | 97,8 %             | -               | 2,2 %         |
| 12 | Iran            | 368              | 1,3 %              | 93,9 %             | 2,2 %           | 3,9 %         | 396              | 1,3 %              | 92,8 %             | 1,8 %           | 5,3 %         |
| 13 | Indonésie       | 377              | 1,3 %              | 81,8 %             | -               | 18,2 %        | 375              | 1,2 %              | 80,4 %             | -               | 19,3 %        |
| 14 | Mexique         | 344              | 1,2 %              | 68,4 %             | 3,2 %           | 24,2 %        | 355              | 1,1 %              | 75,4 %             | 3,5 %           | 21,1 %        |
| 15 | Turquie         | 328              | 1,1 %              | 57,6 %             | -               | 42,0 %        | 353              | 1,1 %              | 53,6 %             | -               | 46,0 %        |
| 16 | Vietnam         | 276              | 0,9 %              | 50,9 %             | -               | 49,1 %        | 304              | 0,9 %              | 57,6 %             | -               | 42,3 %        |
| 17 | Taïwan          | 288              | 1,0 %              | 82,4 %             | 8,2 %           | 9,3 %         | 289              | 0,9 %              | 83,2 %             | 4,2 %           | 10,9 %        |
| 18 | Espagne         | 292              | 1,0 %              | 36,0 %             | 20,0 %          | 44,0 %        | 286              | 1,0 %              | 22,4 %             | 19,1 %          | 55,8 %        |
| 19 | Royaume-Uni     | 324              | 1,1 %              | 41,3 %             | 14,7 %          | 43,9 %        | 285              | 1,0 %              | 31,5 %             | 14,3 %          | 50,8 %        |
| 20 | Australie       | 272              | 0,9 %              | 69,1 %             | -               | 30,9 %        | 282              | 0,9 %              | 64,5 %             | -               | 35,0 %        |
| 21 | Italie          | 284              | 1,0 %              | 62,9 %             | -               | 36,9 %        | 272              | 0,9 %              | 49,9 %             | -               | 48,9 %        |
| 22 | Égypte          | 209              | 0,7 %              | 87,9 %             | -               | 12,1 %        | 237              | 0,8 %              | 88,8 %             | -               | 11,2 %        |
| 23 | Afrique du Sud  | 235              | 0,8 %              | 85,8 %             | 4,2 %           | 10,0 %        | 236              | 0,8 %              | 86,0 %             | 3,3 %           | 8,1 %         |
| Total monde | Total monde     | 29 270           | 100 %              | 60,7 %             | 9,2 %           | 29,7 %        | 31 256           | 100 %              | 58,6 %             | 9,0 %           | 31,6 %        |
| Sources : Agence internationale de l'énergie pour 2022, Energy Institute pour 2024. Prod. = production ; nucl. = nucléaire ; EnR = énergies renouvelables. |                 |                  |                    |                    |                 |               |                  |                    |                    |                 |               |

NB : l'AIE prend en compte la production des centrales de pompage-turbinage dans la production hydroélectrique, alors que l'EI l'en exclut, car elle n'est pas renouvelable. Cela explique l'écart entre 2022 et 2024 pour des pays comme le Japon.

## Prévisions
Le rapport Electricity 2025 de l'Agence internationale de l'énergie estime que la demande d'électricité a augmenté de 4,3 % en 2024 contre 2,5 % en 2023. L'AIE prévoit qu'elle va continuer à progresser de près de 4 % par an jusqu'à 2027, et que 85 % de cette croissance se situera dans les pays émergents, en particulier en Chine (+6 % l'an), en Inde (+6,3 % l'an) et dans le sud-est asiatique. En Chine, la part de l'électricité dans la consommation finale atteint 28 %, bien plus qu'aux États-Unis (22 %) et dans l'Union européenne (21 %) ; l'industrie compte pour près de 50 % dans la croissance de la demande chinoise, en particulier la production de modules photovoltaïques, de batteries et de véhicules électriques, qui représentent le tiers de la croissance ; la consommation d'électricité des centres de données en Chine pourrait doubler d'ici 2027. L'AIE prévoit que la demande d'électricité dans les pays avancés va représenter 15 % de la croissance mondiale, alors que leur demande est restée inchangée de 2021 à 2024, pour alimenter les véhicules électriques, les pompes à chaleur, les centres de données et l'électrification de l'industrie. La croissance de la production d'électricité sera couverte à près de 95 % par les énergies renouvelables et le reste par le nucléaire. Les émissions de CO2 devraient se stabiliser après leurs hausses de 1,4 % en 2023 et 1 % en 2024. La part du charbon dans la production devrait tomber au-dessous du seuil de 33 % et la production à partir de gaz naturel augmenterait de 1 % l'an. La croissance des épisodes de prix négatifs ainsi que de prix très élevés dus à des combinaisons de très faibles productions éoliennes et solaires (les sècheresses énergétiques) observés durant l'hiver 2024-2025 en Europe doit inciter à accroître la part des centrales pilotables.

## Régulation dans le monde
(mars 2013).
Depuis plusieurs années, une table ronde réunit annuellement les régulateurs des États-Unis et le Conseil des régulateurs européens de l'énergie, association des régulateurs de l'Union européenne). En 2006, une plate-forme de partage en ligne a été créée par les régulateurs de l'énergie.
En 2004, la Florence School of Regulation est créée comme département de l'Institut universitaire européen. La FSR travaille en lien avec la Commission européenne sur les thèmes de l'énergie et le climat en particulier.
L'Agence de coopération des régulateurs de l'énergie, agence de l'Union européenne, a été créée en 2011 afin d'aider les autorités les régulateurs nationaux à coordonner leur travail au niveau européen.
En octobre 2009, 200 régulateurs de l'énergie et 11 associations régionales ont créé une Confédération internationale des régulateurs de l'énergie (ICER) pour échanger des informations sur les « bonnes pratiques » concernant les questions liées à la régulation de l'énergie.
Quatre thèmes et groupes de travail ont été retenus par l'ICER :
- sécurité de l'approvisionnement ;
- changement climatique (le G8 des ministres de l'énergie, réuni à Rome en mai 2009, avait demandé aux régulateurs de se coordonner pour une meilleure adaptation aux dérèglements climatiques) ;
- compétitivité et accessibilité ;
- meilleures pratiques et formation.

## Prospective
Le rapport World Energy Outlook 2024 de l'Agence internationale de l'énergie prévoit que plus de la moitié de l'électricité de la planète sera d'origine bas carbone d'ici 2030. Mais le monde, toujours dépendant d'énergies fossiles, est encore « loin d'une trajectoire alignée » sur les objectifs de neutralité carbone en 2050. L'AIE s'attend à un pic des émissions mondiales de CO2 avant 2030, mais s'alarme qu'« en l'absence d'une forte baisse par la suite, le monde est en passe d'atteindre une hausse de 2,4 °C des températures moyennes mondiales d'ici la fin du siècle ».

### Union européenne

#### Allemagne
L'Allemagne sortira du nucléaire en 2022 et du charbon en 2030 et sa production électrique doit être entièrement assurée en 2050 par les énergies renouvelables, dont les insuffisances à certaines périodes doivent être couvertes par de l'hydrogène ou des hydrocarbures synthétiques,. Le pays devra importer massivement de l'hydrogène vert, en particulier d'Afrique, dont un atlas est élaboré à cet effet.

#### France
Le rapport d'octobre 2021 de RTE intitulé Futurs énergétiques 2050 propose six scénarios pour atteindre la neutralité carbone en 2050 pour l'électricité. L'un d'eux décrit un mix énergétique à 100 % d'énergies renouvelables, deux autres gardent 16 GW du parc historique (contre 61 GW en 2021) de centrales nucléaires et les derniers proposent aussi de nouveaux réacteurs pour totaliser 39 à 51 GW nucléaire pour 135 à 221 GW d'éolien et solaire.

### États-Unis d'Amérique
Selon la stratégie à long terme des États-Unis, afin d'atteindre la neutralité carbone, les productions d'électricité renouvelables seront très largement majoritaires et pourront totaliser en 2050 4 000 à 7 000 TWh par an, ajoutés à 800 TWh pour la biomasse à 1 000 TWh et le nucléaire.